# Willy Klitzing
Wilhelm „Willy“ Klitzing (* 2. Januar 1886 in Dargun; † 26. Januar 1947 im Speziallager Fünfeichen) war ein deutscher Staatsbeamter und ehrenamtliches Mitglied des Volksgerichtshofs.

## Leben und Wirken
Klitzing besuchte das Realgymnasium in Schwerin, von dem er 1903 mit der Obersekundarreife abging. Anschließend trat er in den mittleren Verwaltungsdienst in Mecklenburg-Schwerin ein. 
1912 heiratete er Anna, geb. Grube, das Paar hatte zwei Kinder. 1914 wurde Klitzing zum Forstrendanten der Großherzoglichen Hausverwaltung ernannt, von August bis November 1916 leistete er Militärdienst im Ersten Weltkrieg, wurde jedoch aus gesundheitlichen Gründen nicht an der Front eingesetzt.
Von 1919 bis 1933 war Klitzing Verwaltungsangestellter im mecklenburgischen Staatsrechnungsamt in Schwerin.
Zum 4. Juni 1927 trat Klitzing in die NSDAP ein (Mitgliedsnummer 62.795). In der Folgezeit beteiligte er sich an der Gründung der NSDAP-Ortsgruppe in Schwerin. Von 1929 bis 1935 war er Vorsitzender des Untersuchungsausschusses des Untersuchungs- und Schlichtungsausschusses bzw. des Gaugerichts Mecklenburg-Lübeck der NSDAP.
Im Januar 1933 wurde Klitzing zum persönlichen Referenten des Ministerpräsidenten Walter Granzow ernannt. Nachdem er im Mai 1933 zum Regierungsrat befördert worden war, erhielt er im Juni 1933 den Posten eines persönlichen Referenten und Adjutanten des Reichsstatthalters von Mecklenburg-Lübeck, Friedrich Hildebrandt. In dieser Stellung wurde er schließlich zum Leiter des Büros von Hildebrandt ernannt und nacheinander zum Oberregierungsrat im April 1936 und zum Regierungsdirektor im November 1942 befördert. Als Vertreter der Beamtenschaft war Klitzing zudem von 1934 bis wahrscheinlich 1938 ehrenamtliches Mitglied des Volksgerichtshofs.
Bei Kriegsende geriet Kritzing in sowjetische Internierung, er verstarb im Frühjahr 1947 im sowjetischen Speziallager Fünfeichen.